# Zalesie Królewskie
Zalesie Królewskie – (niem. Königlich Salesche, 1942–1945 Amwalde) wieś w Polsce położona w województwie kujawsko-pomorskim, w powiecie świeckim, w gminie Świekatowo.
W latach 1975–1998 miejscowość administracyjnie należała do województwa bydgoskiego. Według Narodowego Spisu Powszechnego (III 2011 r.) liczyła 422 mieszkańców. Jest trzecią co do wielkości miejscowością gminy Świekatowo.

## Historia
W pierwszej połowie listopada 1906 r. w miejscowej szkole elementarnej odbył się strajk dzieci przeciwko nauczaniu religii w języku niemieckim (jego dokładny przebieg nie jest znany). Z uczestników strajku znane jest tylko jedno nazwisko: F. Grzonkowski. Strajk był elementem znacznie większej akcji biernego oporu wobec pruskich władz szkolnych, która na przełomie 1906 i 1907 r. objęła ponad 460 (!) szkół w prowincji Prusy Zachodnie, czyli przedrozbiorowe Pomorze Gdańskie, Powiśle, ziemię chełmińską i ziemię lubawską oraz część Krajny. Inspiracją dla strajków pomorskich były wcześniejsze działania dzieci w prowincji wielkopolskiej, ze słynnym strajkiem we Wrześni (1901) na czele.

2 września 1939 r. na terenie wsi miały miejsce walki pomiędzy oddziałami 50 pułku piechoty z 27 DP i niemieckiej 3 Dywizji Pancernej, stanowiące część tzw. boju pod Świekatowem. W trakcie starć z Niemcami poległ m.in. dowódca III batalionu 50 pp ppłk Zdzisław Sieczkowski. Miejsce jego śmierci upamiętnia obecnie kamień ze skromną tablicą, usytuowany przy polnej drodze około kilometr na południowy zachód od centrum wsi (lokalizacja: 53°26'44.6"N 18°05'10.1"E).

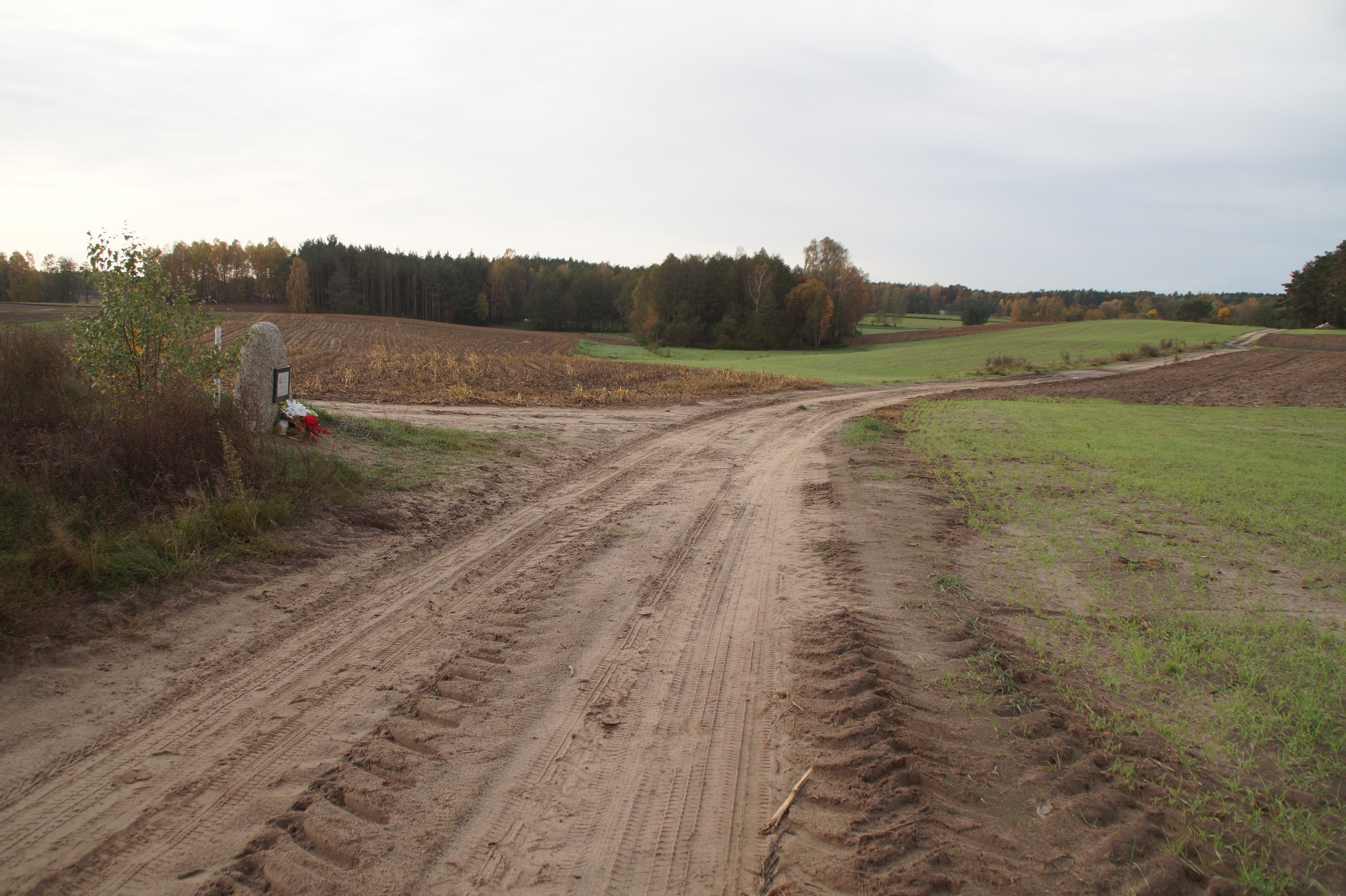
Kamień ppłk. Z. Sieczkowskiego w Zalesiu Królewskim - widok w kierunku południowym.
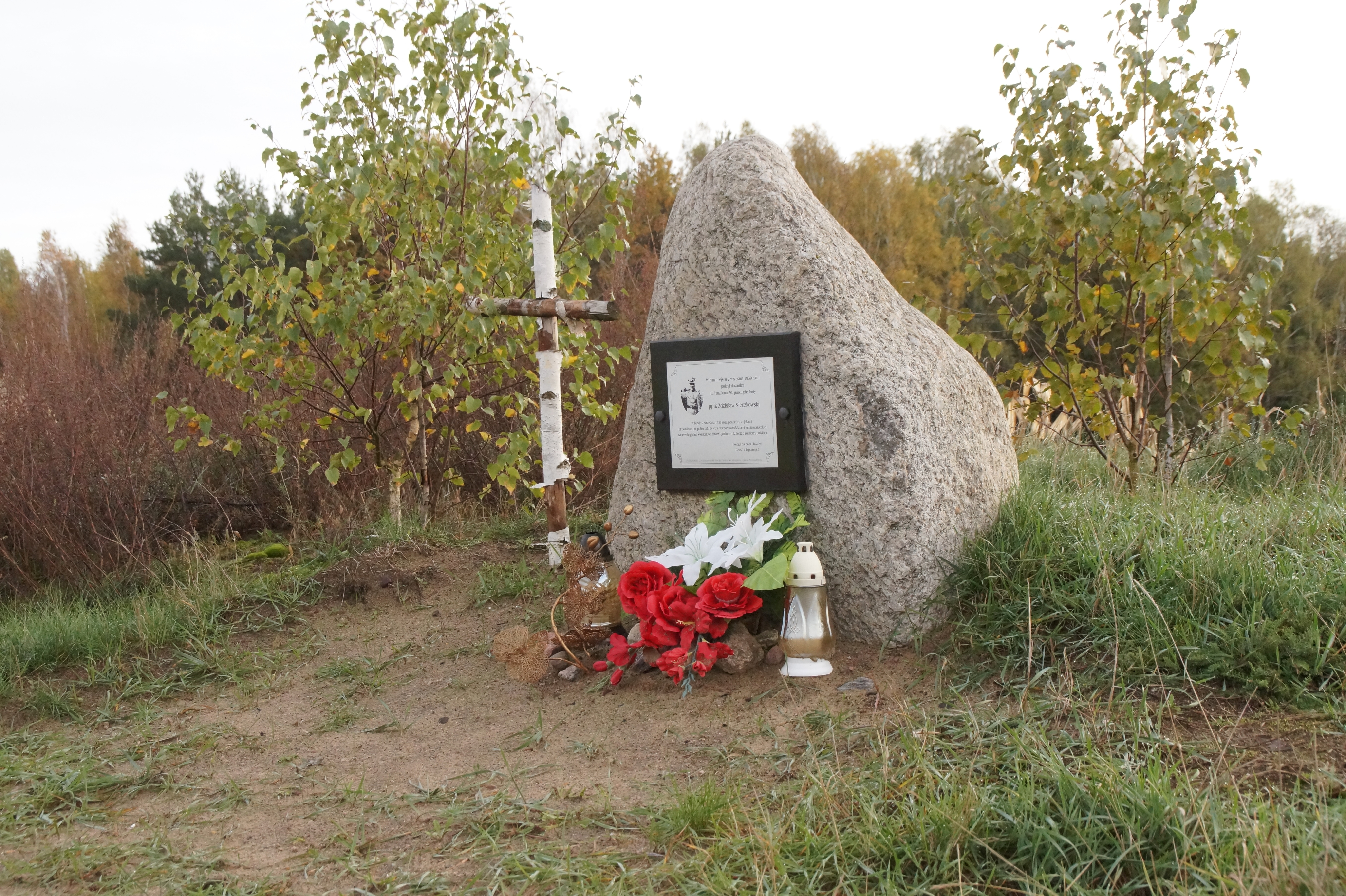
Kamień ppłk. Z. Sieczkowskiego w Zalesiu Królewskim.
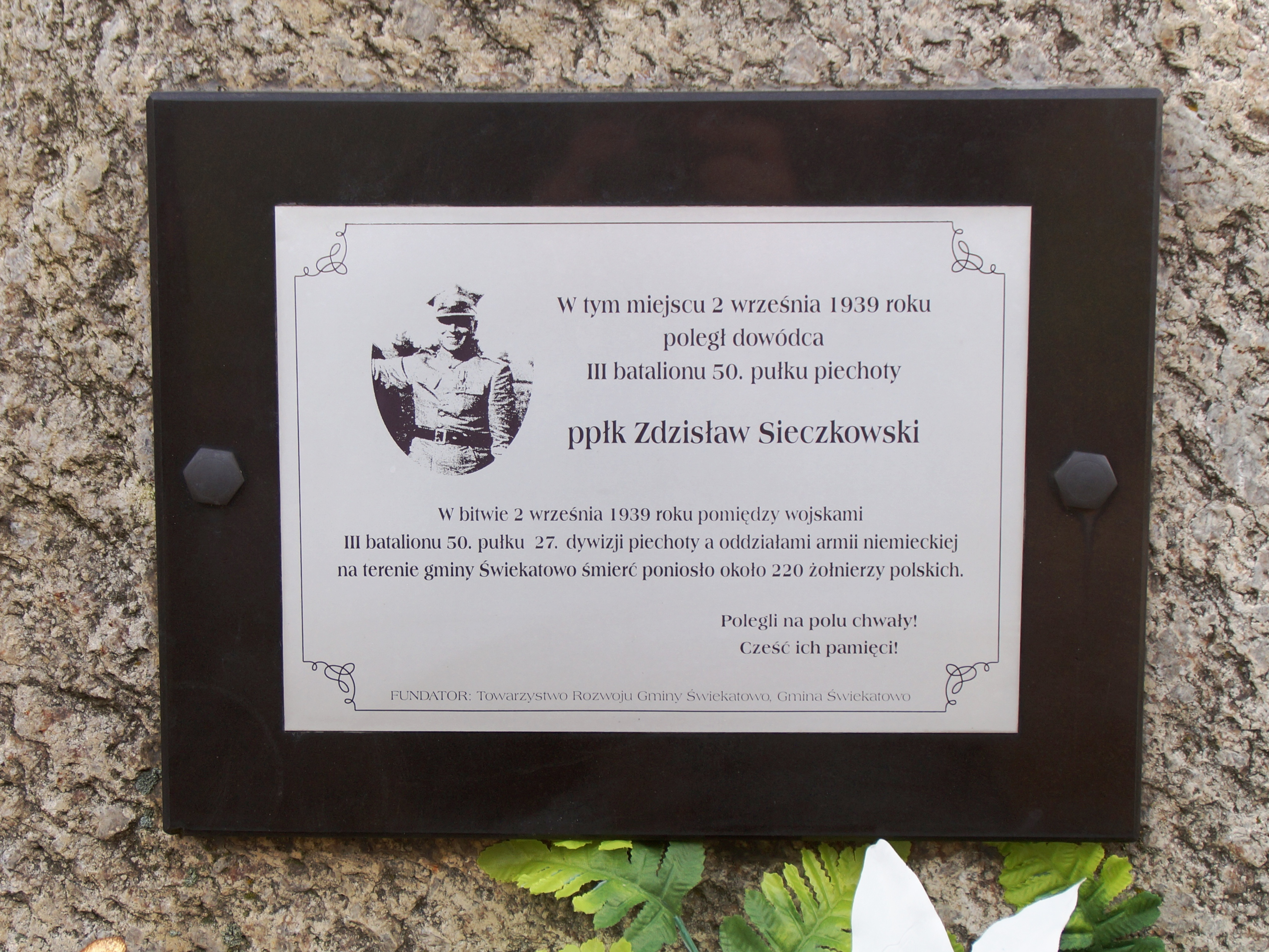
Tablica na kamieniu ppłk. Z. Sieczkowskiego w Zalesiu Królewskim.
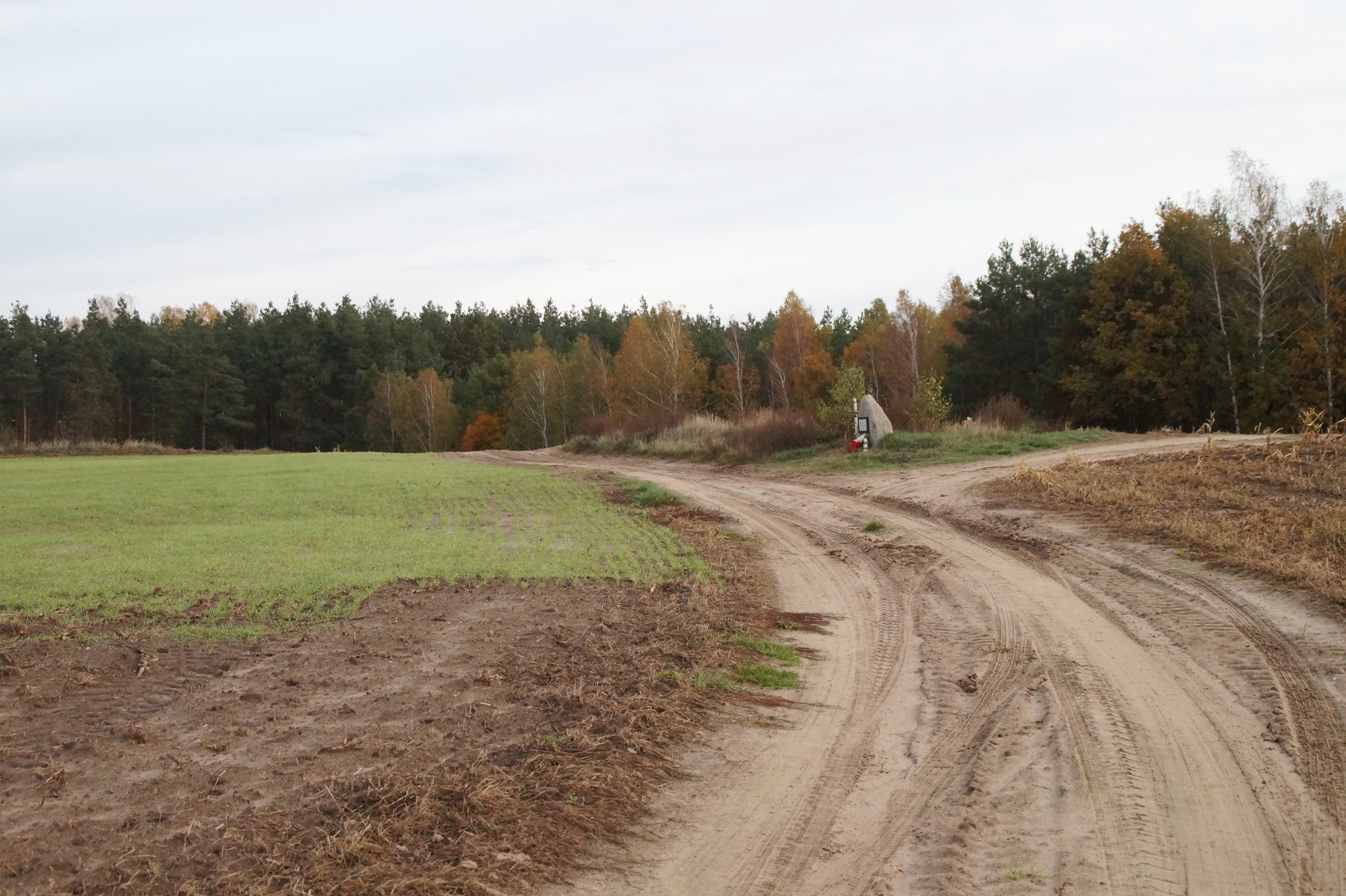
Kamień ppłk. Z. Sieczkowskiego w Zalesiu Królewskim - widok w kierunku północnym.

## Zabytki wpisane do rejestru zabytków
- dom nr 73, drewniany, druga połowa XIX w., nr rej.: A/1342 z 17.12.2007r.